# Abdul Hakim
Abdul Hakim é uma cidade do Paquistão localizada na província da Punjab.